# Upupa antaios
Upupa antaios е изчезнал вид птица от семейство Папунякови (Upupidae). Обитавал е островите Света Елена, Възнесение и Тристан да Куня.

## Разпространение
Видът е разпространен в Света Елена, Възнесение, Тристан да Куня.